# Erythrodiplax atroterminata
Erythrodiplax atroterminata ist eine Libellenart aus der Unterfamilie Sympetrinae. Die Art wurde 1911 von Friedrich Ris als Unterart der Erythrodiplax connata  beschrieben und von Donald Joyce Borror 1942 zur Art erhoben und in die Basalis-Gruppe eingeordnet.  Die Larve wurde erst 2008 von Analía Garré, Javier Muzón und Diego Martin Ardohain beschrieben. Die Art wurde in Chile, Argentinien, Paraguay, Uruguay sowie in den brasilianischen Bundesstaaten São Paulo, Santa Catarina und Rio Grande do Sul nachgewiesen.

## Merkmale
Ausgefärbte Männchen der Erythrodiplax atroterminata haben einen blauschwarzen Körper mit einer metallisch glänzenden Stirn. Der bei den Männchen um die 20 Millimeter messende Hinterleib wirkt oft, als ob er mit einem feinen Staub überzogen wäre. Bei Weibchen ist der Hinterleib mit durchschnittlich 18 Millimetern etwas kürzer und wie bei jungen Männchen braun. Seitlich haben Weibchen, wie auch junge Männchen, einen dunkelbraunen oder schwarzen Streifen, der knapp über dem seitlichen Kiel verläuft und jeweils im vorderen Bereich der Segmente vier bis sechs unterbrochen ist. Bei manchen Individuen sind diese seitlichen Streifen auf den ersten Segmenten nur schwach ausgeprägt. Auf dem Rücken verläuft ein weiterer dunkelbrauner bis schwarzer Streifen auf dem achten und neunten Segment. Der Rumpf ist bei Weibchen und  jungen Männchen gelblich bis bräunlich und weist einen dunkelbraunen Antehumeralstreifen auf. Die Stirn ist bräunlich.
Bis auf die dunkelbraun bis schwarz gefärbten Flügelspitzen und einen kleinen Fleck am Flügelansatz sind die Flügel durchsichtig. Der Fleck am Ansatz ist bei jungen Imagines gelblich, bei älteren Tieren wird er dunkel rötlich braun. Die Hinterflügel der Männchen sind mit durchschnittlich 24 Millimeter knapp einen Millimeter länger als die der Weibchen. Bei beiden Geschlechtern misst das Flügelmal knapp über drei Millimeter.

## Ähnliche Arten
Die Art ähnelt  den anderen Vertretern der Basalis-Gruppe, kann aber durch die klar definierten Flecken an den Flügelspitzen leicht abgegrenzt werden.